# ロカマドゥール
ロカマドゥール （Rocamadour、オック語: Ròc Amadori）は、フランス、オクシタニー地域圏、ロット県のコミューン。

## 概要

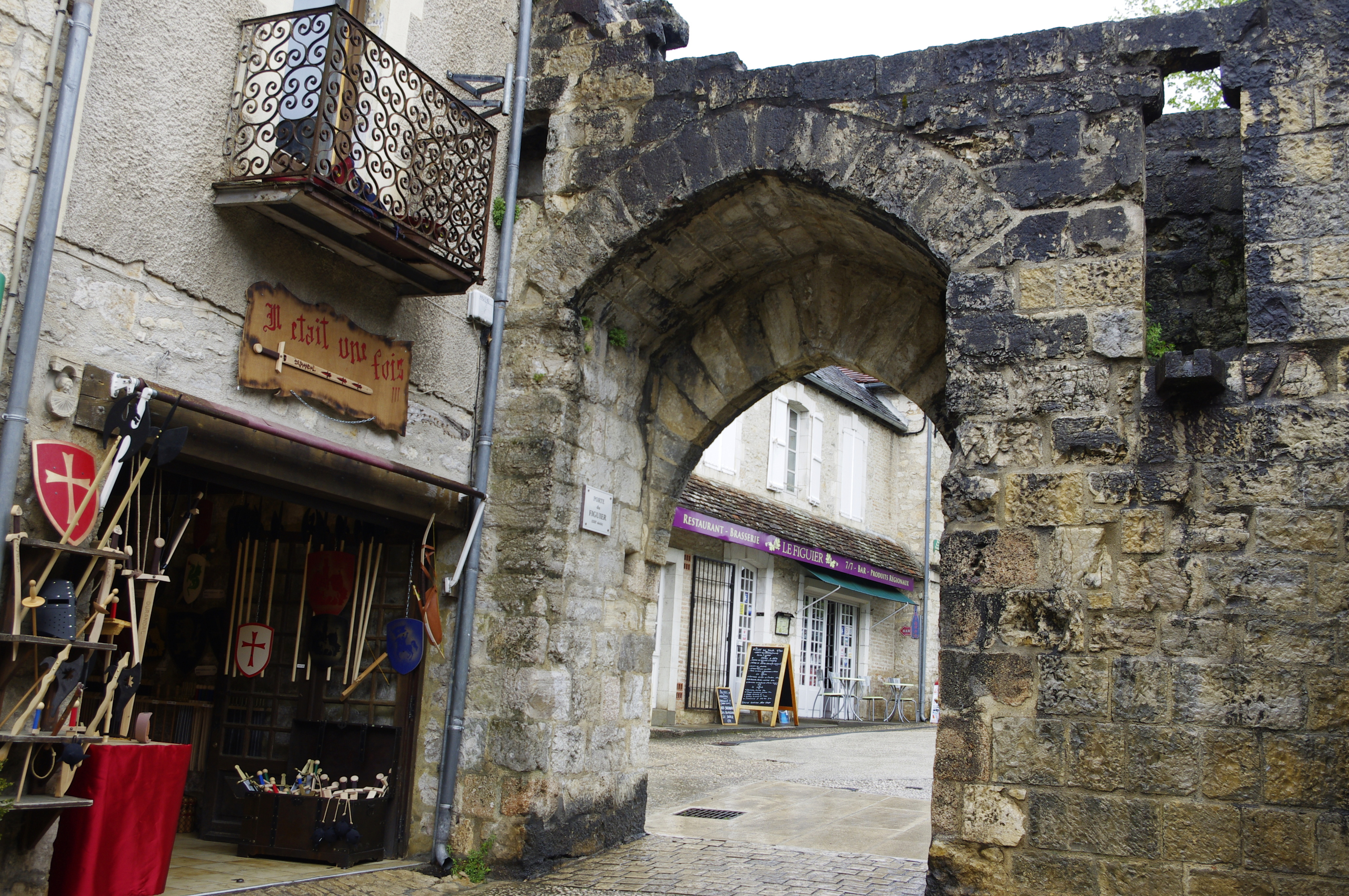
町の入り口であるイチジク門

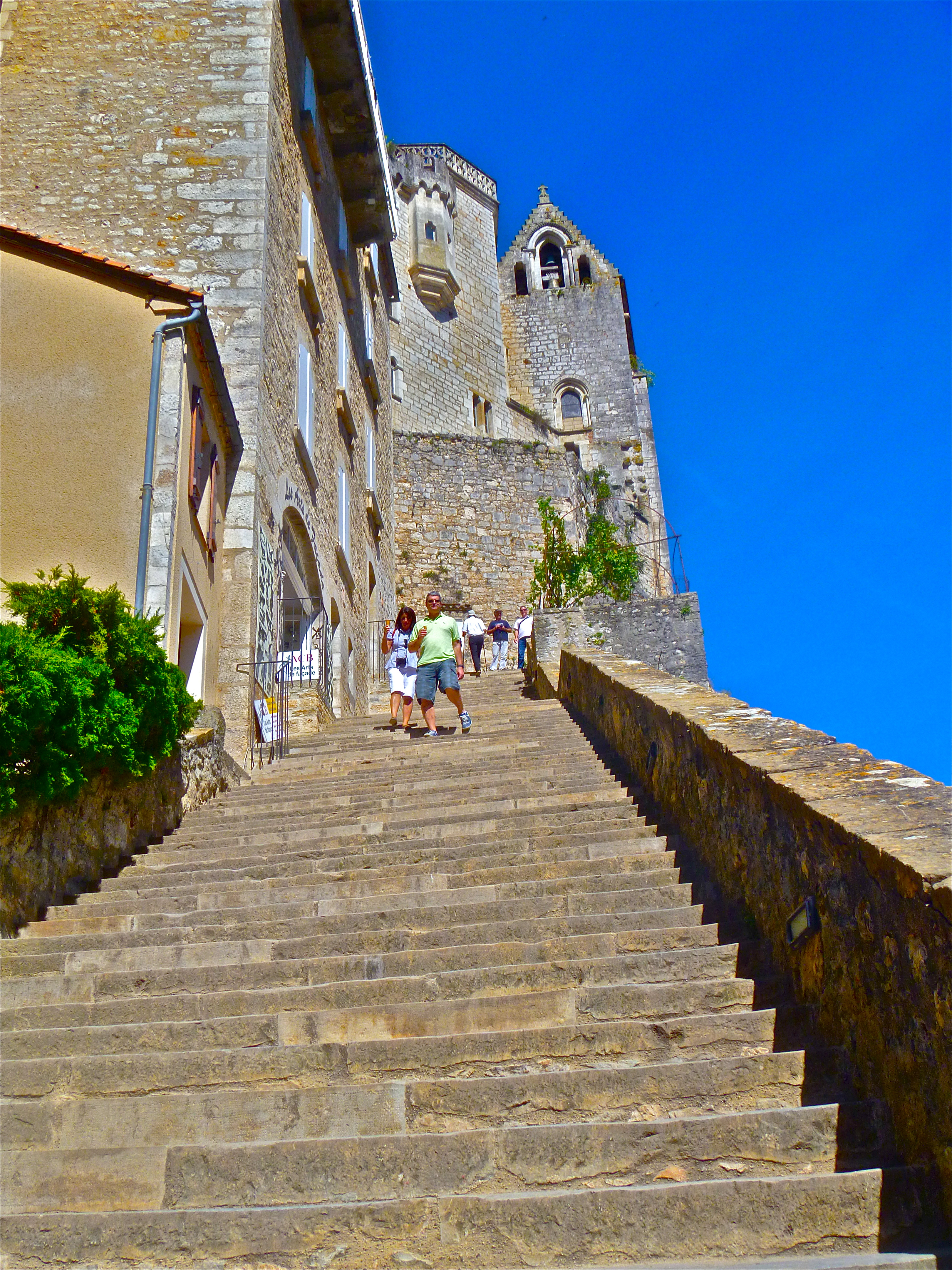
巡礼者の階段

高ケルシー地方の中心にあり、アルズー川（ドルドーニュ川支流）の深い谷を見下ろす強烈な150メートルの崖に沿って建物が並ぶ。この聖母マリアの町は、中世以降黒い聖母と聖アマドゥールの墓をあがめる有名無名の人々が訪れる（ヘンリー2世、シモン・ド・モンフォール、ブランシュ・ド・カスティーユ、ルイ聖王、聖ドミニクら）12世紀以来の有名な巡礼地である。
ロカマドゥールは『信仰の砦』としてフランス有数の地であり、モン・サン・ミシェル、カルカソンヌのシテ、エッフェル塔、ヴェルサイユ宮殿に次いで年間150万人が訪れる。
曲がりくねった道が続く中世の町は、一連の要塞化された門によって守られている。巡礼者が膝をついて上る階段は聖域、サン・ソヴールのバシリカ、聖アマドゥールの納骨堂、聖人の名を頂く礼拝堂へ向かう。
十字架の道行坂は、エルサレム十字、そして展望台の上に築かれたシャトーへ向かう。

## 地理
ロカマドゥールはロット県の小さな村である。ペリゴールおよびドルドーニュ川に近い。ロカマドゥールはコース・ド・ケルシー地域圏自然公園の真ん中にある。

## 由来

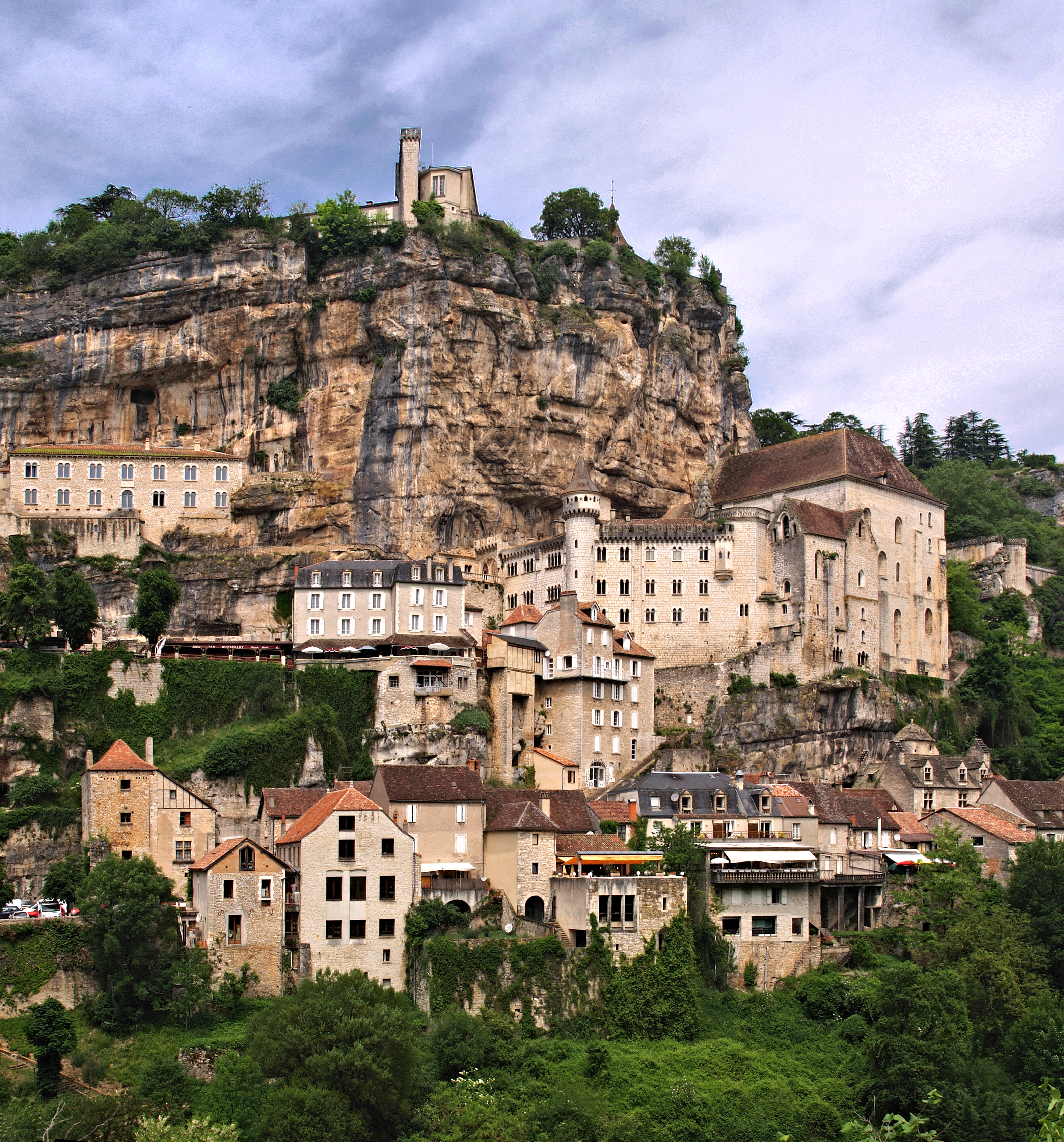
Les Sanctuaires.

ガストン・バザルグによると、ロカマドゥールの名はRocamajorという中世のつづりが由来である。rocaは岩の避難所であり、majorはその重要性を物語る。この地名は、聖アマドゥールの発見によって1166年以降キリスト教化された。エドモン・アルブの個別研究によると、1473年にこの地は『聖アマドゥールの岩』（la roque de Saint Amadour）と命名された。1618年、カオール教区の地図上では、Roquemadourという名が現れる。
1166年、聖アマドゥールの聖遺物が発見された。腐敗せず完全に保存された状態のなきがらは、奇跡の礼拝堂の正面にある聖母マリアの聖域の中心に埋葬された。聖アマドゥールのなきがらは土中から出され、巡礼者の前に出された。聖人のなきがらはユグノー戦争中に火に投じられ、現在は骨片だけとなり聖アマドゥールの納骨堂で展示されている。
ロカマドゥールを見下ろすオスピタレ集落は、元々はラテン語でhospitalisといい、小さな施療所を意味するespitaletという言葉からきている。この場所は1095年に貴婦人エレーヌ・ド・カステルノーによってつくられた。

## 歴史

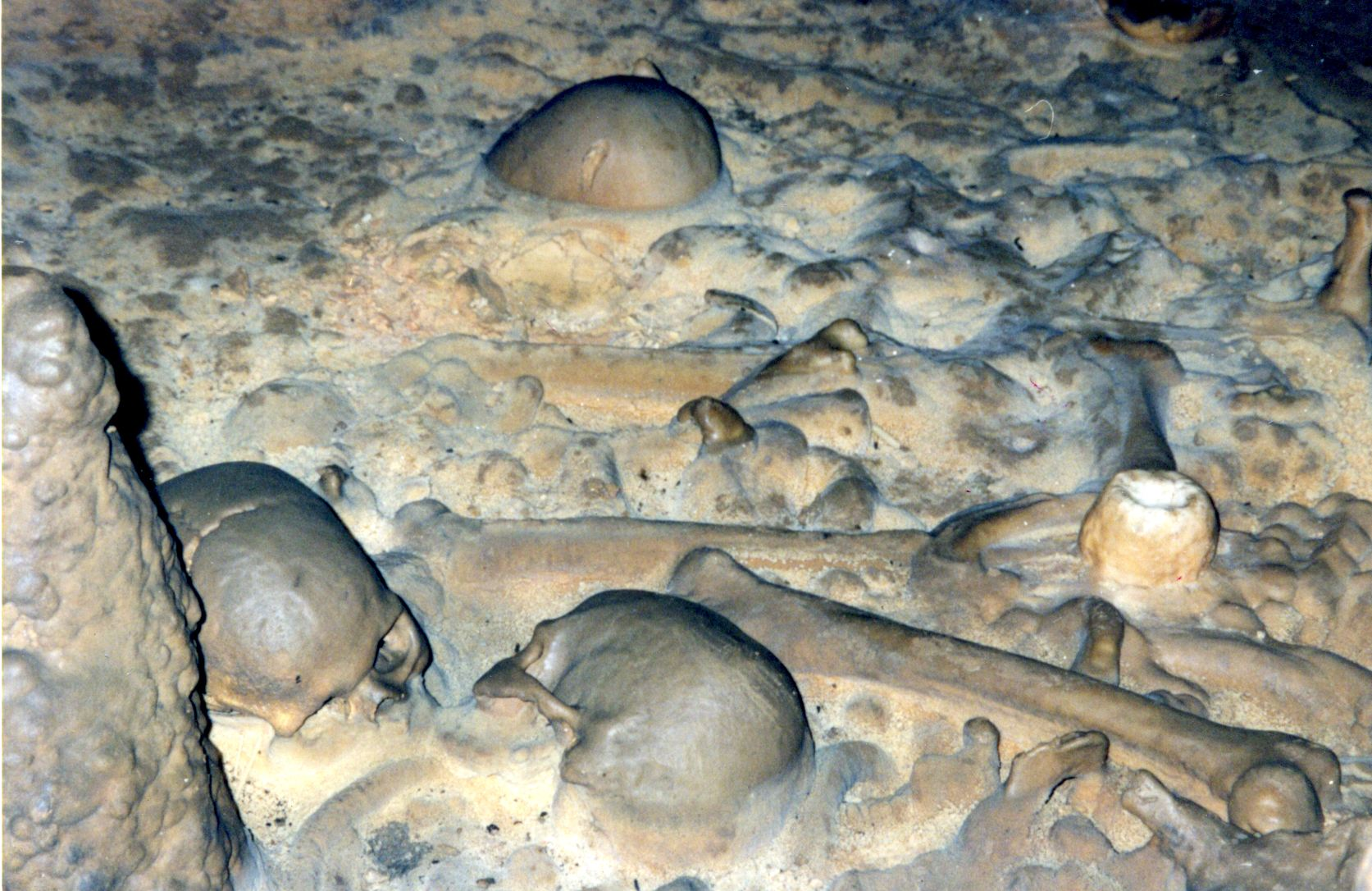
リナール洞窟

### 先史時代
ロカマドゥールとその多くの洞窟は既に、ケルシーにあるメルヴェイユの洞窟の図面のように、旧石器時代の人々の隠れ家となっていた。リナールの洞窟とその入り口は、青銅器時代には地下墓地であり生息地であった。遺構はカブレレ博物館やロカマドゥールのタウンホールのロビーで展示されている。
鉄器時代、ガリア系のカルドゥルシ族がドイツから達した。紀元前8世紀、彼らは鉄製の武器を用いて現在のロット県にあたる地域を植民地化した。クーズー近くのサルヴェット谷では、工事中に村の遺跡が発見されている。トゥルヌフイユの下流、アルズー川谷の崖の上に腰掛けるようにオッピドゥムがあった。このオッピドゥムは、ガリア戦争中にローマ軍と戦ったガリア人の闘争とつながりがある。

### 始まりと最盛期

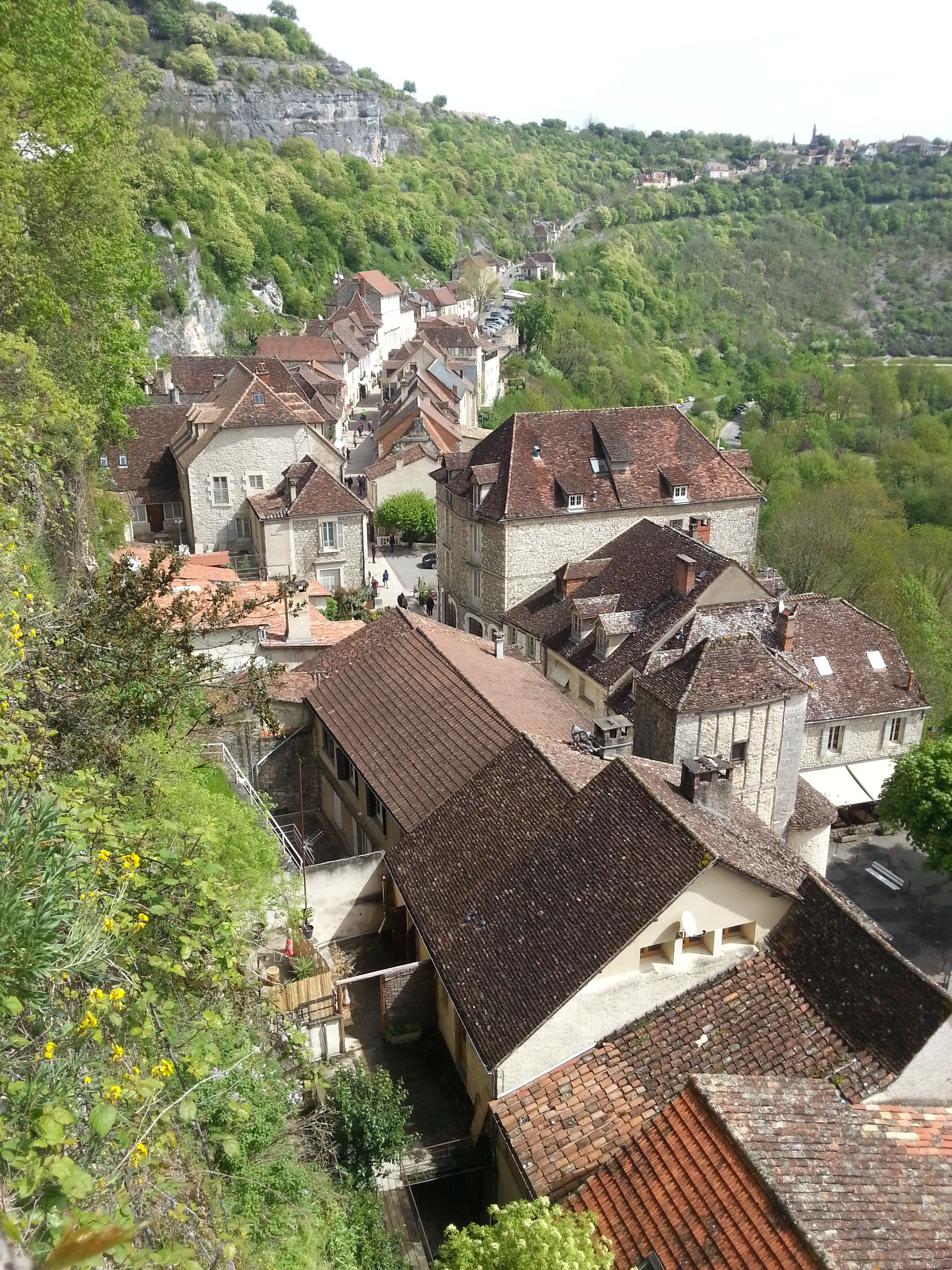
細い通りを挟んで住宅がひしめく

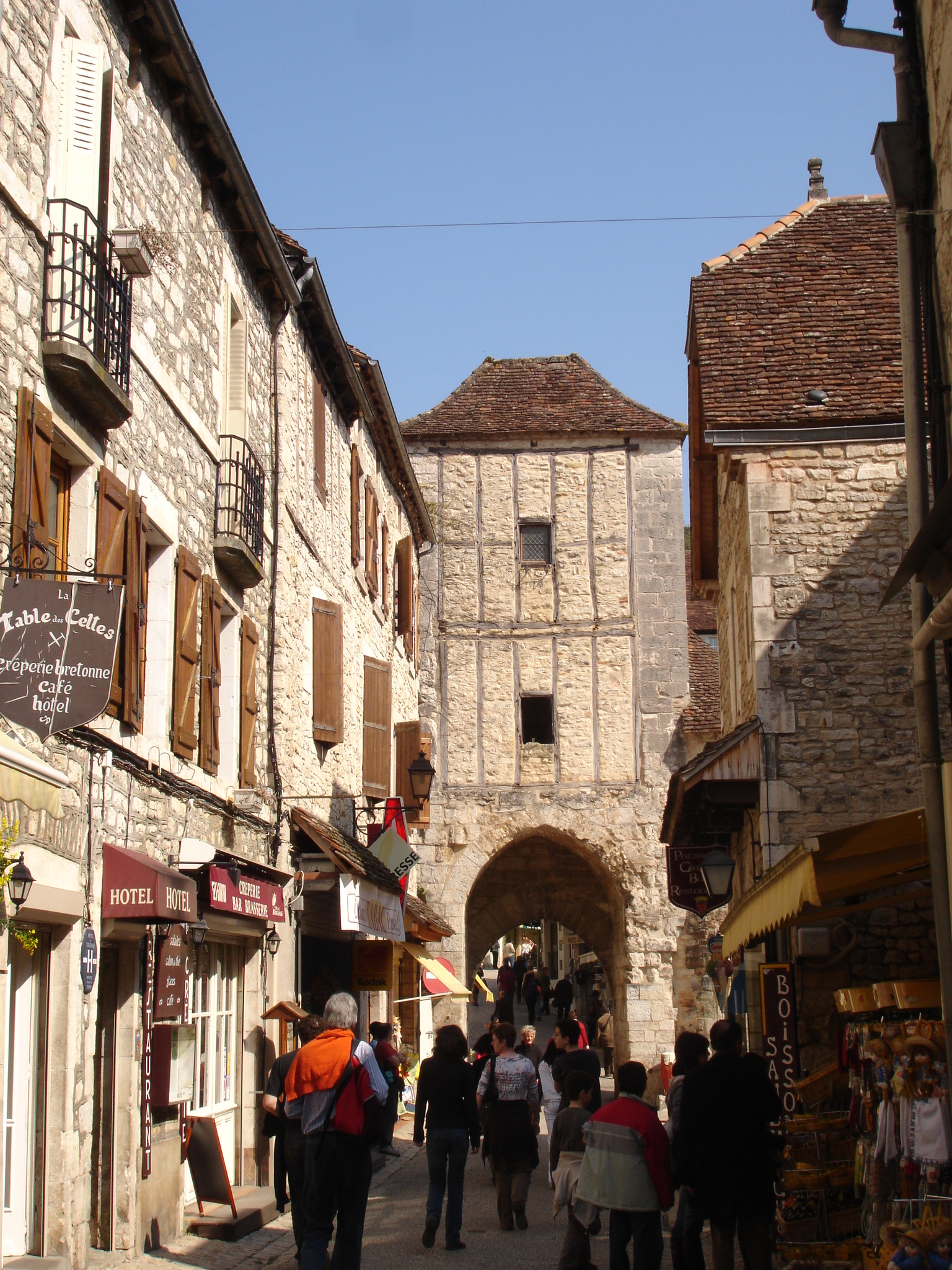
マルベック門と目抜き通り

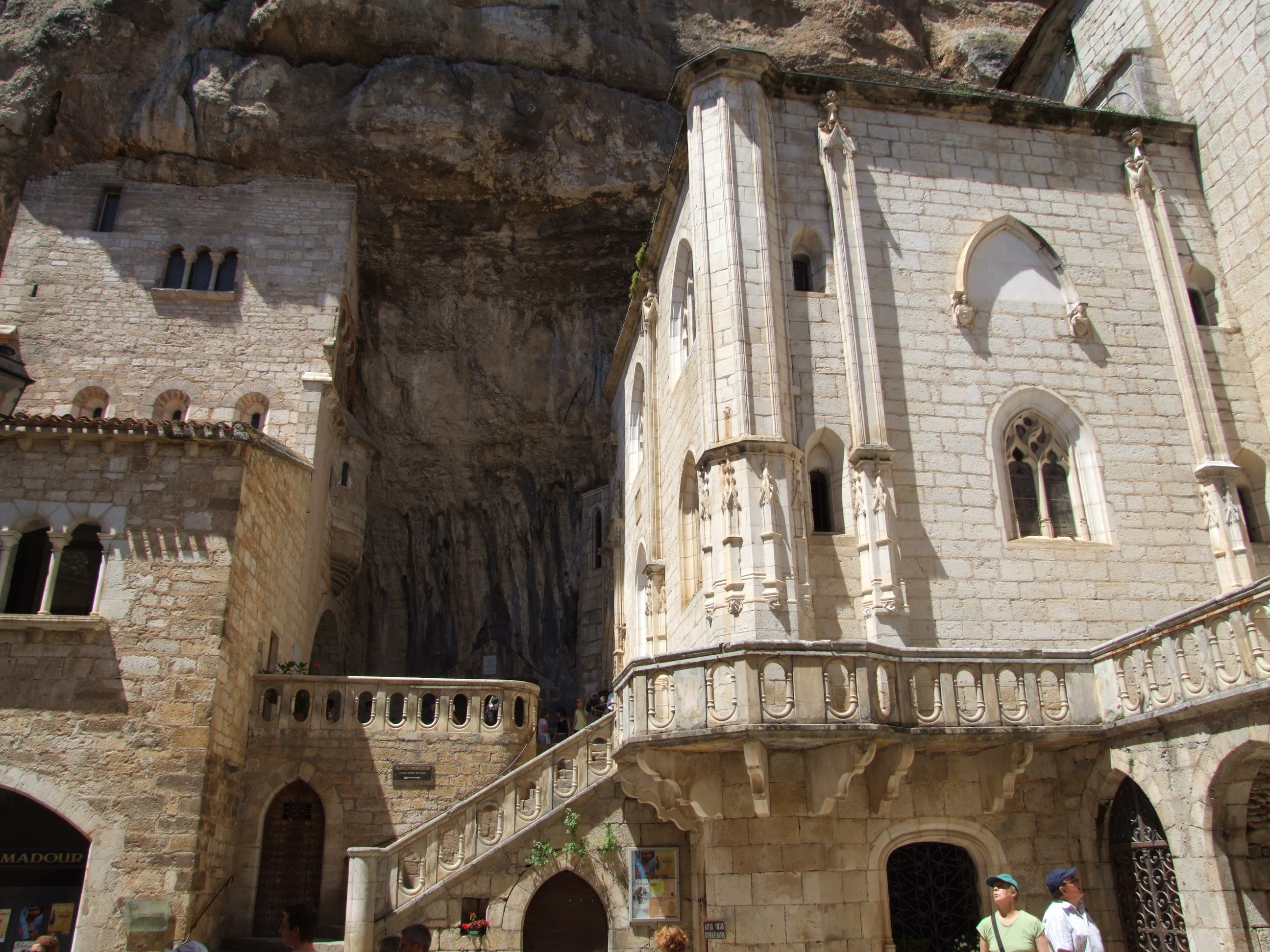
サン・ソヴール教会

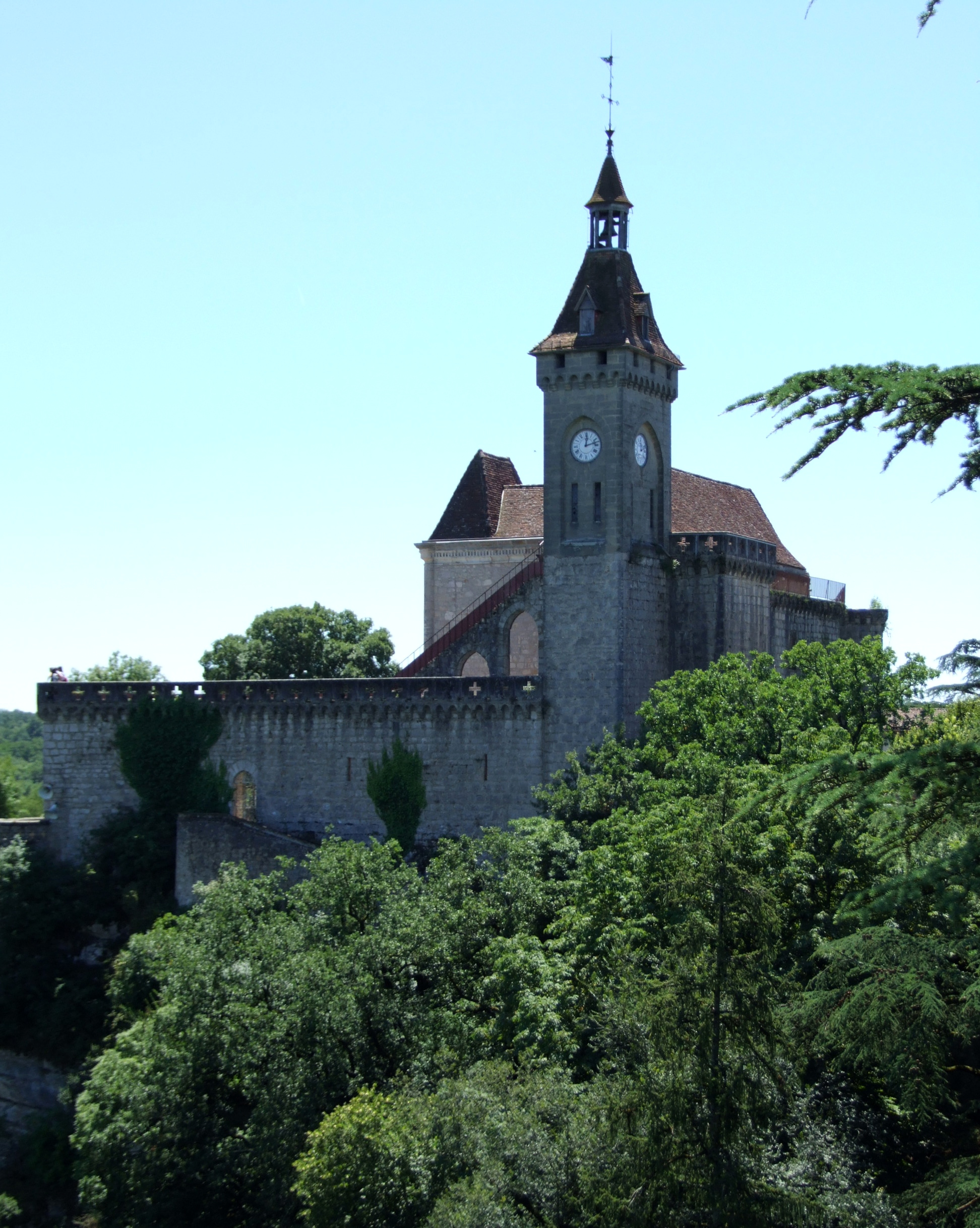
19世紀に修復されたシャトー

中世から、ロカマドゥールの村は3つの階層に分かれていた。これらは社会の3つの集団を反映している。騎士は最上階に住み、聖職者たちは中間層に、川のほとりに労働者が住まわされた。希少な文書の中で、1105年に崖の上の待避所に小さな礼拝堂が築かれたことに言及されている。その場所はRupis Amatorisといい、チュールのベネディクト会派修道院であるサン・マルタン修道院と、マルシラックのサン・ピエール修道院との境界となっていた。
1112年、チュールの修道院長エブル・ド・テュレンヌはロカマドゥールに移り住んだ。1119年、ラ・マルシュ伯ウードによって最初の寄進が行われた。1148年、最初の奇跡が報告された。聖母マリアへの巡礼は人の群れとなった。聖母マリアの彫像は12世紀のものである。1152年に院長ジェロー・デスコライユは、旅行者からの寄進を元手に宗教的建造物を建てた。作業は12世紀後半に終了した。聖所の修道士によって書かれた奇跡の書が証拠であり、巡礼者たちを大勢受け入れ、ロカマドゥールは既にヨーロッパの評価を得ていた。1159年、イングランド王ヘンリー2世と王妃アリエノール・ダキテーヌはロカマドゥールを訪れ自らの治癒を聖母に感謝している。
1166年に住人の埋葬を行っていた人々は、聖アマドゥールとして伝わるそのままの様子の、完全な状態の遺骸を発見した。ロカマドゥールの人々は街の名のもととなった聖人を見つけたと信じた。聖アマドゥールに関しては少なくとも4つの物語が、半ば伝説としてイエス・キリストに近かった人物と伝えている。
1211年、アルビジョワ十字軍さなかの教皇庁使節アルノー・アマルリックは、ロカマドゥールで冬を過ごすことになった。また、1291年、教皇ニコラウス4世はこの地を訪れた人々に対し、1年で3度の贖宥状を発行した。
13世紀終わりには、ロカマドゥールの輝きと建物の完成はピークに達した。城は3本の塔、広い堀、大勢の見張り番によって守られていた。

### 衰退の時代
1317年、修道士たちがロカマドゥールを去った。この地はその後、司教によって任命された司教座聖堂参事会によって運営されるようになった。14世紀、気候変動、飢饉、黒死病のような疫病がヨーロッパを襲った。1427年、再建が始まったが、もはや金融資源も人的資源もなかった。巨大な岩に押しつぶされてしまったノートルダム礼拝堂の再建は、1479年にチュール司教ドゥニ・ド・バルによって行われた。その後、ユグノー戦争中の1572年、新教側の傭兵たちがこの地域を通過した際に、宗教建築と聖人の遺物の破壊が引き起こされた。1563年にピウス4世へ出された請願書において、司教座聖堂参事会の聖職者は損傷についてこう記している。『なんという痛みでありましょう。彼らは大暴れしたのです。彼らは信仰のために必要であった全てのものに火をつけ、彫像や絵画、鐘、装飾品や宝石を略奪したのです。』聖アマドゥールのなきがらを含む、聖遺物が冒涜され破壊された。目撃者によれば、新教側の隊長ジャン・ベソニアは鍛冶屋のハンマーで壊しながらこう言った。『お前たちが燃やしたがらないから、俺が壊してやるのだ。』隊長ベソニアとデュラスは、コンデ公の軍に支持され、12世紀以来の聖母の宝物からなる合計2万リーブルもの資産を引き出したのである。
フランス革命の際、ロカマドゥールは再度略奪の対象となった。

### 19世紀の再建
19世紀初頭、ロカマドゥールの聖域はかなり荒廃していた。大階段には草木がはびこり、ほとんどの商人はこの地を去った。3つの聖所、サン・ソヴール教会、サンタマドゥール教会、ノートルダム礼拝堂が日々の業を行っていた。サン・ミシェル礼拝堂とサン・ブレーズ礼拝堂の状態が悪く、サンタンヌ礼拝堂とサン・ジャン・バティスト礼拝堂は廃墟となっていた。サン・ソヴール教会の屋根は修復を必要とする状態で、南側に面した外壁は円蓋に降り積った瓦礫の圧力で30cmほど張り出していた。1831年に考古学者ジャック=アントワーヌ・デルポンは「あらゆる点が、この有名な礼拝堂はもう長くはないと告げている」と記している。
歴史文化財保存の政治的な試みはフランスで始まった。1830年4月13日、ロット県知事ボームは内務大臣にあてて緊急援助を要請する手紙を書いた。カイヨー修道院長によって1822年に工事費用の見積もりがなされ、目標は8500フランであった。この手紙に返事はなかった。文化財のリストはロット県により作成され、そこにはロカマドゥールの礼拝堂は優先して掲載されていた。しかし、訴訟によって台無しになり、資金は国またはロカマドゥールの自治体から付与されていなかった。
1855年初頭、カオール司教ジャン・ジャック・バルドゥは、資金調達のため規模の大きな宝くじを始めるアイデアを持っていた。内務省は、宝くじの条件として事業計画と工事のモットーを課した。県に委託された建築家が文書を作成し、予見可能な収益額は318 819,71フランであると評価した。抽選は3回行われた。1856年12月15日、1857年7月30日、1857年12月31日である。60万枚のくじが1枚1フランで発行された。しかし宝くじの収益は、事業に必要な合計額の1/4である、84 624,63フランと報告された。
カトリック教会の司祭であり、モントーバン司教座の建築家でもあったジャン・バティスト・シェルヴァは、1858年に始まった事業の指揮をとるようバルドゥ師に任命された。公的資金がなく、事業の遅延を避けるため、司教は歴史文化財委員会に対して事業について指示を仰ぐことを断った。事業には宗教建築の集まるシテとシャトーが全て含まれた。神父シェルヴァは建設の過程で多くの困難に直面した。
- 傾斜60度と切り立った斜面で往来が困難なため、クレーンの設置と、傾斜面上前後に2本の小さな鉄道線路を設置すること
- 労働者の雇用、鉄道敷設の競争
- トゥールーズから機械や資材の供給が困難
- 土地を購入するため所有者や店主との交渉が過熱
- 河岸での事故や労働者の負傷。1872年8月、シェルヴァ自身が高い足場の崩壊によって負傷した。
- 1861年9月4日、宝くじ販売の収入が枯渇。その後収入は宗教用品を売る店の売り上げ、献金箱に入る献金、寄付金からもたらされた。
- 教会北側にある谷の土地の不安定性。1865年、シェルヴァ師は教会北側の谷に生じた大きな亀裂を当局に報告した。技師ビラールが問題を調査し、コミューンの泉の水源がもはや一定でないばかりか、流れの下側にあたる粘土層の土壌が水浸しであることを報告した。ロカマドゥールの自治体は1865年2月3日に起きた地滑りに対応しなかった。この地すべりでは納屋とラフォンのオーベルジュの倉庫を押しつぶし、小鉄道の線路と防御壁に達した。自治体と、巡礼の管理に対して訴訟が起こされた。1868年3月2日、技術的な論拠にもかかわらず、グルドンにおいて教会側に有罪が課され、その後1868年12月28日アジャンにおいて控訴審が開かれ、被害者への補償と擁壁の建設が命じられた。

1872年夏の終わり、大規模修復事業が完了した。

## 人口統計
| 1962年 | 1968年 | 1975年 | 1982年 | 1990年 | 1999年 | 2006年 | 2012年 |
| ------ | ------ | ------ | ------ | ------ | ------ | ------ | ------ |
| 660    | 625    | 599    | 627    | 627    | 614    | 630    | 637    |

source=1999年までLdh/EHESS/Cassini、2004年以降INSEE

## ロカマドゥール巡礼

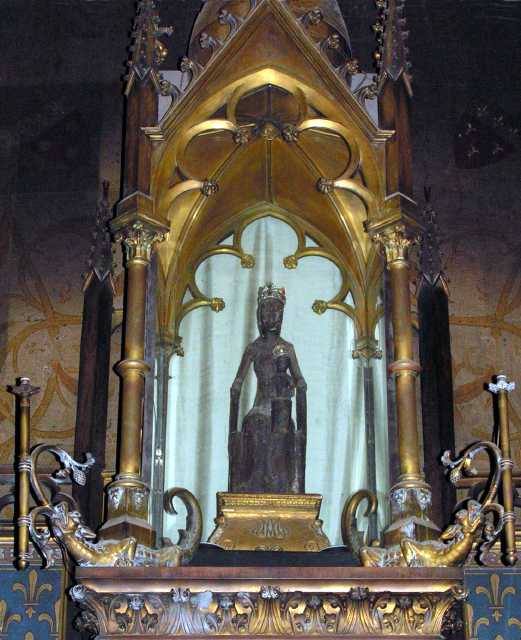
ロカマドゥールの聖母

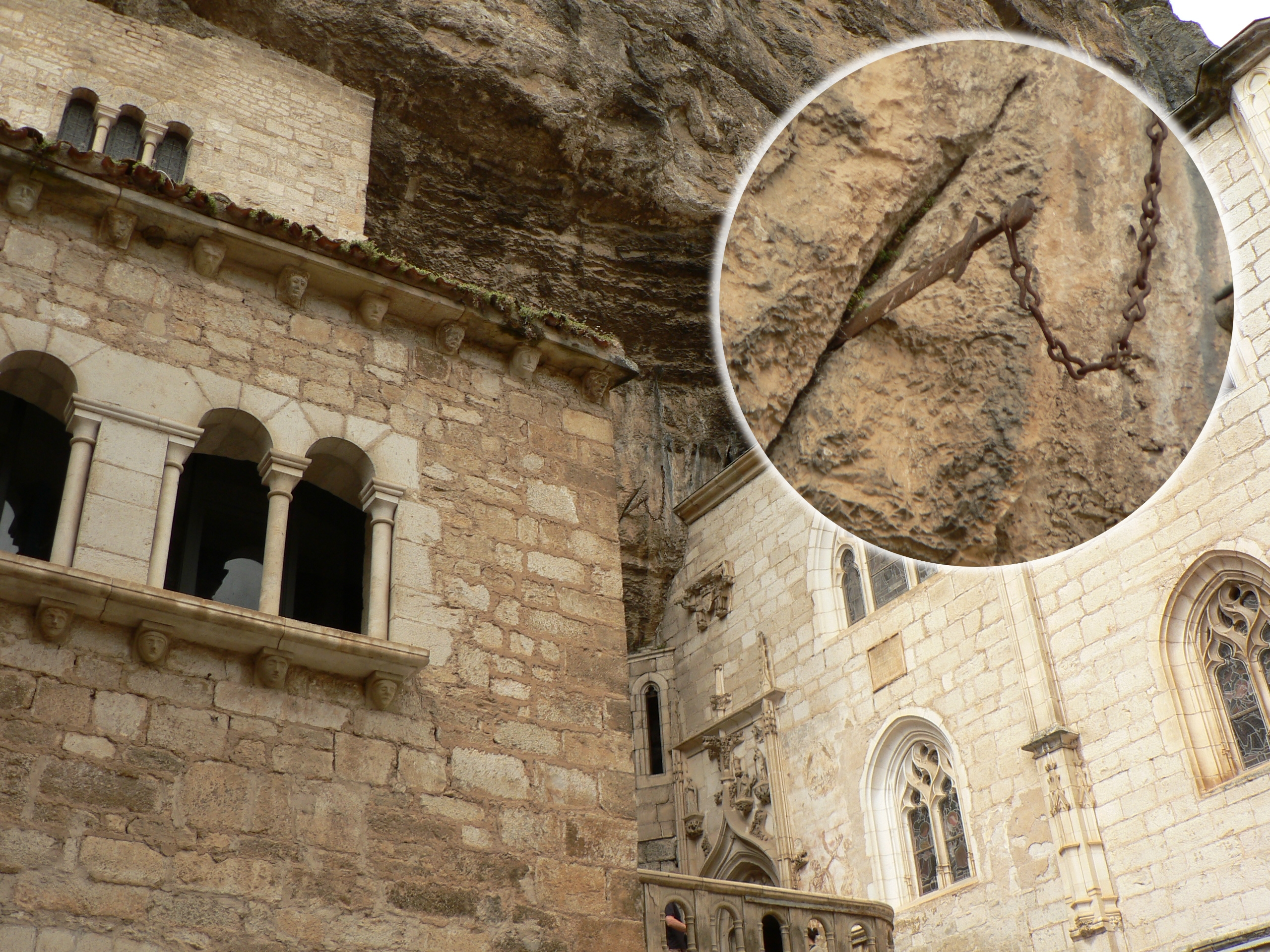
ロカマドゥールのデュランダル

巡礼の最終段階は、自らの膝をついて聖なるシテ（7箇所の教会、19世紀に修復されたその他12箇所の礼拝堂）へ至る216段の階段を上がることである。頂上にたどり着いた後聖域の内部に達し、巡礼者たちが常に様々なオブジェを奉納してきたのを目にする。最もよく知られているのは、罪人が自らに巻きつけられていた鎖から解放された後、鎖を奉納したことになぞらえ、鉄を奉納することである。また、19世紀から20世紀には救出された船乗りが感謝の意を表し大理石に彫られた彫像を奉納したりした。巡礼者を表す記章はスポルテル（sportelle）である。
聖アマドゥールのなきがらの掲示よりもはるかに多く奇跡をもたらしたのは、『黒い聖母の風』であろう。船乗りが海で救援を求める鐘を、チリンチリンと鳴らしたという奇跡の鐘の合図である。船乗りの業界でロカマドゥールの聖母に対する認識が深まると、フィニステールやケベックにある数箇所の礼拝堂でロカマドゥールの聖母が崇敬を獲得するまでになった。教会はまた、ロカマドゥールに向かい苦行と聖体の秘蹟を受ける人々に対し永久的な贖宥状を与えることにして、巡礼を奨励した。最も有名なのは規模の大きなパルドンで、聖体祭のサン・ジャン・バティストの日（7月24日）に行われる。大パルドンの日に贖宥状が与えられ、およそ3万人の群集がロカマドゥールに集まった。
巡礼と巡礼者の詳細に加え、1172年以降に記された写本『ロカマドゥールの聖母の奇跡の書』は、中世の日常生活における多くの情報が記されている。中世の精神性における奇跡の意味として、医学の要素、スピリチュアルな要素、マリア教義、歴史的興味などが報告されている。上記のものには、ベアルン伯ガストン5世の妃であったアラゴン王女サンチャに課された試練などが含まれる。ロカマドゥールの聖母の奇跡の書には新版があり、歴史家レジーヌ・ペルヌーの序文と、ジャン・ロカシェール（トゥールーズのカトリック大学名誉教授）によって注釈がつけられた。
教会裁判所、そして時に民事裁判所もしばしば罪人にロカマドゥール巡礼を課した。それは大きな苦行だった。特に異端カタリ派は神の母を憎んでいるとみなされていたからだ。しかし、巡礼が常に信仰篤い行動を行う目的でロカマドゥールにやってきたのではない。領主や都市のコンシュルといった者たちは、条約を締結したり憲章に署名するなど重要な決定を下す際には、聖母の保護下に自分の身を置くことを好んだ。
ロカマドゥールは、かつては全身が銀で覆われていたという黒い聖母をいただき、聖母に対する非常に古い巡礼の歴史を持つ。黒い聖母はその後、ル・ピュイの聖母やトゥールーズのドーラドの聖母のように、マントを着せられるようになる。この聖母像は聖域のてっぺんにある礼拝堂の1つに収められている。
他には、一説によると、大天使ミシェルによって運ばれたローランの剣、デュランダルもこの地にある。

## 名産
この地方で、ヤギの生乳によって作られる円形の小さなチーズは、ロカマドゥールの名称でAOC登録されている。